# 托马斯·卢格
托马斯·霍华德·卢格（英語：Thomas Howard Ruger，1833年4月2日—1907年6月3日），是美国的上校，曾担任西点军校校长、乔治亚州州长。